# Hill Dickinson Stadium
Das Hill Dickinson Stadium ist ein Fußballstadion auf dem Gelände des ehemaligen Bramley-Moore Docks in der englischen Stadt Liverpool, Vereinigtes Königreich. Die neue Anlage ersetzt seit der Saison 2025/26 den 1892 eröffneten Goodison Park als Heimspielstätte des Fußballvereins FC Everton. Bramley-Moore ist ein ehemaliger Industriehafen, der hinter verschlossenen Toren neben einer Kläranlage liegt, und die neue Anlage ist das Herzstück einer gemischten Bebauung in diesem Gebiet, die Geschäfte, Wohnungen und weitere Einrichtungen umfasst. Der Neubau bietet 52.888 Plätze. Das ausführende Bauunternehmen war Laing O’Rourke. Das Bauprojekt sollte anfänglich 505 Mio. Pfund Sterling kosten.
Die Errichtung des Stadions innerhalb der historischen Liverpool Maritime Mercantile City erregte öffentliche Kritik. Der Bau wurde als einer der Gründe genannt, warum die Maritime Mercantile City 2021 ihren Status als ein UNESCO-Welterbe verlor.

## Geschichte
Der Taylor Report aus dem Jahr 1990 verlangte, dass alle Stadien der English Football League (EFL) mit Sitzplätzen ausgestattet werden sollten, was die Kapazität des Goodison Park von 78.299 auf eine Kapazität von 40.100 und dann weiter auf die aktuelle Kapazität von 39.414 reduzierte. Diskussionen über ein neues Stadion für den FC Everton begannen deshalb schon in den 1990er Jahren und Anfang der 2000er Jahre scheiterten Pläne für ein neues Stadion im Zentrum Liverpools an fehlenden finanziellen Mitteln. Nachdem ein geplanter Umzug nach Kirkby auf breiten Widerstand bei Fans und Politikern gestoßen war, wurde im März 2017 bekannt, dass Everton Bramley-Moore Dock als geeigneten Standort für sein neues Stadion ausgewählt hatte, das rund 300 Mio. Pfund Sterling kosten sollte.
Im November 2017 vereinbarte der Verein mit dem Infrastrukturunternehmen Peel Holdings einen Pachtvertrag mit einer Laufzeit von 200 Jahren und gab 2018 seine Pläne für ein Stadion mit 52.000 Plätzen bekannt, das in Zukunft auf 62.000 Plätze erweitert werden könnte, sofern die Nachfrage dies zulässt. Der Verein leitete auch eine öffentliche Konsultation ein, die im Februar 2019 abgeschlossen wurde. 94 Prozent der Befragten sprachen sich für die Umsetzung des Projekts aus. Der Standort des Projekts wurde von Historic England, der Victorian Society und dem International Council on Monuments and Sites kritisiert. Trotz der Kritik wurde das Projekt im Jahr 2021 von der Stadt Liverpool genehmigt und der Grundbruch begann im August 2021.
Nach der Auffüllung und dem Legen der Fundamente wurde mit dem Bau des Stadions begonnen. Für Juni 2022 war die erste Stahllieferung von über 1000 Tonnen angekündigt, die hauptsächlich für die Errichtung der Nordtribüne genutzt werden sollte. Dann sollten auch die ersten Baukräne aufgestellt werden.
Am 14. August 2023 kam es zu einem tödlichen Unfall. Ein 26-jähriger Arbeiter wurde schwer verletzt und starb später im Krankenhaus.
Am 20. Dezember 2024 fand die feierliche Übergabe des neuen Stadions an den Club statt. Die im Januar 2025 beginnende, sechsmonatige Phase des Innenausbaus überwachte der Club selbst. Der FC Everton nahm zur Saison 2025/26 die Nutzung der Spielstätte mit 52.888 Plätzen auf.
Am 17. Februar 2025 fand die erste Testveranstaltung mit einem U-18-Spiel zwischen dem FC Everton und Wigan Athletic (1:2) vor der reduzierten Kapazität von 10.000 Zuschauern statt. Die zweite Testveranstaltung wurde am 23. März des Jahres abgehalten. Die U-21-Mannschaft vom FC Everton und die zweite Mannschaft der Bolton Wanderers trafen vor reduzierter Zuschauerzahl von 25.000 aufeinander. In der zweiten Halbzeit erzielte die Heimmannschaft das 1:0 in der 61. Minute. Kurz darauf wurde die Partie abgebrochen. Die folgende Evakuierung war eine Voraussetzung für die Sicherheitsbescheinigung des Vereins für das neue Stadion.
Am 16. Mai 2025 gab der FC Everton bekannt, dass die neue, 750 Mio. £ teure Heimat der Toffees den Sponsorennamen Hill Dickinson Stadium, nach einer in Liverpool ansässigen, internationalen Wirtschaftskanzlei, tragen wird. Der Vertrag soll jährlich schätzungsweise zehn Mio. £ einbringen. Die Fans des Clubs sind weniger erfreut über den neuen Namen.
Am 

## Kosten und Finanzierung
Am 23. März 2017 wurde bekannt gegeben, dass zwischen dem Stadtrat von Liverpool, dem FC Everton und Peel Holdings eine Vereinbarung zum Erwerb des Docks für ein neues Fußballstadion getroffen wurde. Für das Projekt wurde eine eigene Zweckgesellschaft gegründet. Das Finanzierungsmodell, das dem Stadtrat von Liverpool vorgeschlagen wurde (und das auf der Jahreshauptversammlung von Everton am 9. Januar 2018 vorgestellt wurde), sieht vor, dass der Stadtrat 280 Mio. Pfund Sterling zu extrem niedrigen Zinssätzen von der Regierung leiht und dieses Darlehen dann an den Club weitergibt, wobei die Stadt über einen Zeitraum von 25 Jahren einen Gewinn von rund sieben Mio. Pfund Sterling pro Jahr erzielt. Die Kosten für das Stadion, die sich auf 750 Mio. Pfund Sterling belaufen, würden bedeuten, dass der Klub immer noch weitere 470 Mio. Pfund Sterling aufbringen müsste.
Im Januar 2020 wurde bekannt, dass der FC Everton mit der USM Holdings des russischen Oligarchen Alischer Usmanow, welche bereits Evertons Trainingsgelände sponsert, einen Sponsoringvertrag im Wert von 30 Millionen Pfund Sterling abgeschlossen hat. Der Angriff Russlands auf die Ukraine im Februar 2022 beendete diese Vereinbarung. Weitere Finanzierungen erfolgten durch die Aufnahme von Bankkrediten.

## Design
Das neue Stadion von Everton hat eine Schüsselform und bietet 52.888 Plätze. Es wurde aus Stahl, Glas und Backstein erbaut, wobei das Dock mit wiedergewonnenem Sand aus dem River Mersey aufgefüllt wurde. Ähnlich wie beim Tottenham Hotspur Stadium gibt es eine Tribüne mit 13.000 Plätzen, welche die Südtribüne (Die Gelbe Wand) des Signal Iduna Parks von Borussia Dortmund als Vorbild hat. Das Design ist von den Hafenanlagen und Lagerhäusern rund um das Stadion inspiriert.